# Vesec (Mírová pod Kozákovem)
Vesec je vesnice, část obce Mírová pod Kozákovem v okrese Semily. Nachází se asi 2 km na severovýchod od Obecního úřadu v Mírové pod Kozákovem. Vesec leží na úpatí hory Kozákov (745 metrů). Prochází zde silnice II/282.
Vesec leží v katastrálním území Vesec pod Kozákovem o rozloze 4,82 km². V katastrálním území Vesec pod Kozákovem leží i Prackov a Smrčí.

## Historie
První písemná zmínka o vesnici pochází z roku 1320.

## Pamětihodnosti
- Socha svatého Jana Nepomuckého
- Boží muka